# Complexul Oedip
Complexul Oedip este un concept teoretic central în psihanaliză. Sigmund Freud (1856-1939) a descris această noțiune, referindu-se la mitul antic în care Oedip, fiul regelui din Teba, fără să știe, își ucide propriul tată, Laios, și se căsătorește cu mama lui, Iocasta. În psihanaliză, complexul Oedip simbolizează legătura erotică inconștientă cu părintele de sex opus și rivalitatea față de părintele de același sex, care se dezvoltă încă din copilărie și provoacă sentimente de vinovăție și teamă în cadrul unei stări nevrotice.

## Elaborarea „complexului Oedip”

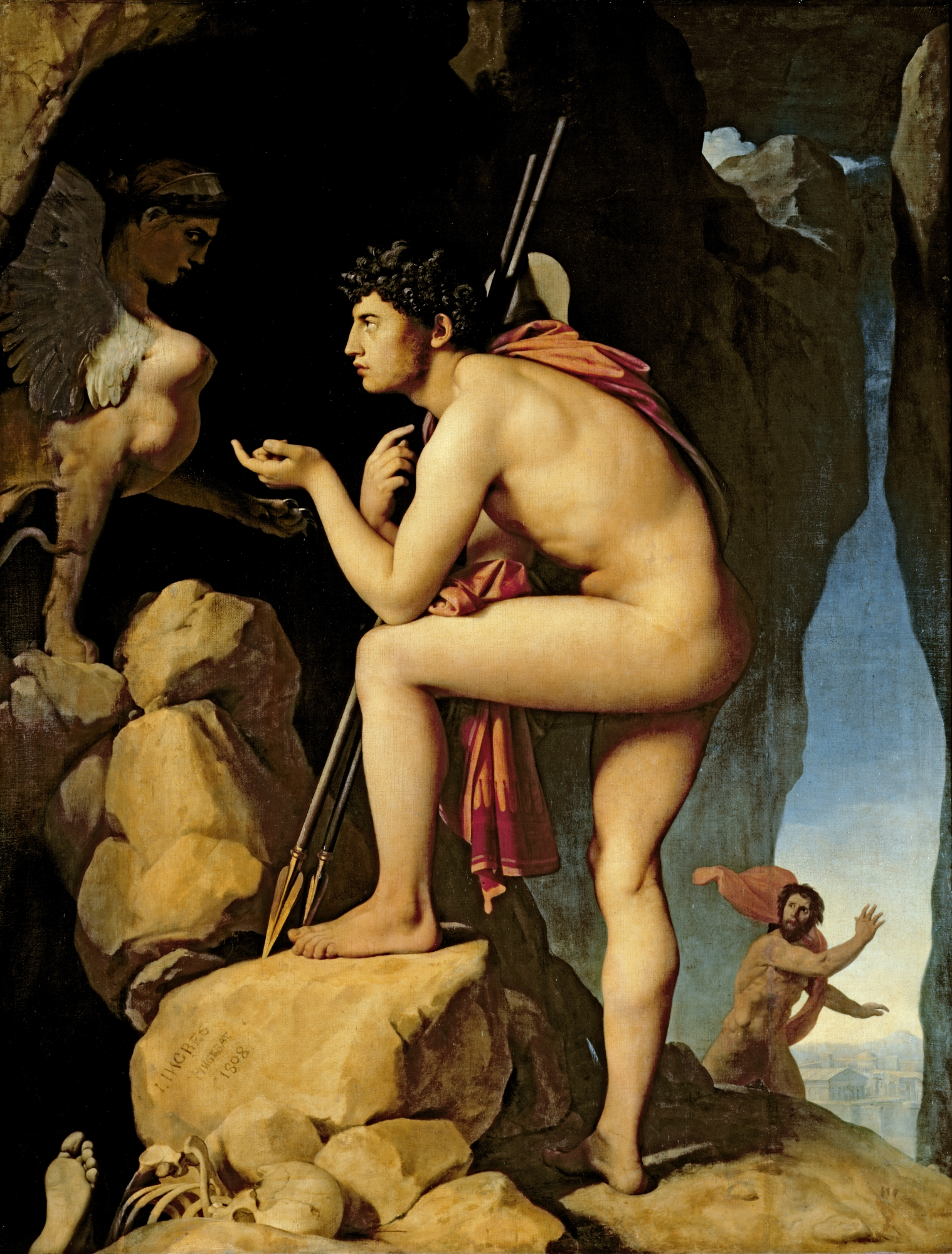
Oedip şi Sfinxul. Pictură de Ingres

În primele sale lucrări, Freud folosește expresiile „complex nuclear” sau „complex matern”, termenul de „complex Oedip” (Ödipuskomplex) apare pentru prima dată în lucrarea „Zur Psychologie des Sexuallebens” („Psihologia vieții sexuale”, 1910). După Freud, elaborarea unui „complex Oedip” constituie o etapă normală în dezvoltarea copiilor de sex masculin, mama fiind percepută din primul stadiu de dezvoltare drept aceea care îi oferă sânul pentru a se nutri, fapt care declanșează o primă senzație elementară de plăcere („faza orală” a vieții sexuale). Acest impuls inițial de tandrețe este la originea complexului Oedip, care apoi evoluează în trei faze:
- Faza falică. Copilul de sex masculin începe să aibă intuiția comportamentului sexual al părinților, între care ar exista o complicitate din care el este exclus. Sentimentul de frustrație îi provoacă reacții tipice, încercând să se interpună între tată și mamă (de exemplu, intră în camera părinților fără să bată la ușă). Dezvoltă o rivalitate față de tată și își exhibează penisul în prezența mamei.

- Teama de castrare. Tatăl capătă în reprezentarea fiului statura unei figuri autoritare susceptibilă să-l pedepsească. Fiul își imaginează castrarea fie ca o sancțiune din partea tatălui, în situația de rivalitate (complex Oedip „pozitiv”), fie ca o identificare cu mama, în dorința inversă de a-și seduce tatăl (complex Oedip „inversat”, care demonstrează ambivalența și bisexualitatea umană potențială). Impulsurile sexuale sunt în această fază refulate și pot genera traume psihice și stări nevrotice.

- Faza rezolutivă sau de identificare. Refularea impulsurilor sexuale durează până la adolescență, vârstă la care fiul se eliberează treptat de complexul Oedip și își caută parteneri sexuali în afara părinților, construindu-și propria personalitate cu elemente ce provin atât de la mamă, cât și de la tată.

## Considerații critice
Freud susținea universalitatea complexului Oedip. El a încercat să demonstreze că cea mai mare parte a tulburărilor nevrotice ale bărbaților la vârstă adultă ar proveni dintr-un complex Oedip oprit în evoluție, înainte de faza rezolutivă sau de identificare. Acest punct de vedere a fost amplu criticat din diferite direcții. Karl Popper critică teoriile lui Freud, ca nefiind fundamentate științific, ele s-ar baza doar pe convingerea autorului psihanalizei, care - fără date experimentale sau observații verificabile - modifică realitatea. Astfel o persoană care neagă existența unor înclinații incestuoase este considerată drept exemplu de refulare, fără a i se recunoaște posibilitatea unei structuri psihice normale. Mult mai sever este Hans Eysenck, care consideră că Freud a împins psihiatria cu o sută de ani înapoi, stigmatizându-și pacienții cu diagnostice false prin redare frauduloasă a istoriilor clinice, pentru că „ceea ce este adevărat la Freud nu e ceva nou, iar ceea ce este nou nu este adevărat”.

### Din cadrul școlii psihanalitice
Freud era el însuși conștient de dificultățile adaptării complexului Oedip în cazul copiilor de sex feminin. Există astfel o asimetrie, care a condus - recurgându-se din nou la legendele Greciei antice - la noțiunea de „complex Electra” (Electra, fiica lui Agamemnon și a Clitemnestrei, îl determină pe fratele ei Oreste să-și ucidă mama și pe amantul acesteia, Aegist, pentru a răzbuna uciderea tatălui lor, Agamemnon). Un curent „dizident” a apărut chiar în cadrul școlii psihanalitice, în special prin lucrările lui Carl Gustav Jung. După Jung, viața psihică depinde nu numai de impulsurile individuale inconștiente (cum gândea Freud), dar și, în egală măsură, la un nivel inconștient colectiv. Jung nu a împărtășit niciodată ideea unei dorințe ”sexuale” a copilului pentru părintele de sex opus, fără a nega totuși importanța primordială a dorinței incestuoase în viața psihică a persoanelor adulte. Pentru el această dorință ar reprezenta mai degrabă tendința de întoarcere la starea dinaintea nașterii (pentru a renaște), decât o dorință sexuală (impuls către anihilare prin moarte).
Alfred Adler consideră că ideea represiunii culpabilității sexuale ar trebui înlocuită cu tendința de apărare a „eu”-lui din starea de inferioritate, care duce la o supracompensare a protestului masculin. Complexul Oedip ar fi prin urmare lipsit de semnificație.
În lucrările lui Jacques Lacan formularea freudiană a complexului Oedip este în mod fundamental reconstruită. Lacan accentuează faptul că, în realitate, conflictul lui Oedip este doar un mit, o ficțiune verbală. Conflictul are loc nu la nivel real, ci doar în sens simbolic. Tatăl nu este neapărat o persoană reală, ci o „funcție”, care poate fi îndeplinită de reprezentanți diferiți.
Și Erich Fromm interpretează mitul lui Oedip ca simbol al revoltei fiului față de autoritatea tatălui, într-o societate patriarhală, și nu ca rivalitate sexuală în competiție cu atașamentul matern.

### Din variate puncte de vedere etnologice
Critici serioase au fost aduse pe baza constatărilor etnologice (Claude Lévi-Strauss). Noțiunea de „complex Oedip” este inseparabilă de o formă familială precisă, denumită „nucleară”, în care tatăl, mama și copiii trăiesc împreună și tatăl biologic exercită autoritatea părintească asupra copiilor. Ori acest tip de familie nu este universal, în foarte multe forme culturale nu tatăl este acela care întruchipează autoritatea asupra familiei. Dacă între tatăl biologic (complice cu mama până la provocarea unui sentiment de gelozie din partea fiului) și figura paternă autoritară, care se interpune între fiu și mamă, nu există o identitate, rolurile fiind disociate, nu sunt realizate condițiile pentru declanșarea unui complex Oedip.

### Critică constructivistă recentă
În cartea „Folies à Plusieurs”, apărută în anul 2002, istoricul psihanalizei Mikkel Borch-Jacobsen subliniază faptul că Freud afirmă universalitatea complexului Oedip într-o manieră absolut arbitrară, în lipsa oricărui material clinic, în scopul găsirii unei explicații ad hoc pentru presupusele înclinații incestuoase ale unor persoane analizate. Aceste înclinații nu s-ar datora unui complex Oedip real, ci ar fi fost mai degrabă sugerate persoanelor analizate de însuși Freud, în tendința lui de a fundamenta etiologia sexuală a nevrozelor.